# 소프트 컴퓨팅
소프트 컴퓨팅(Soft computing)은 컴퓨터 과학에서 해결 불가능한 고급 문제에 대한 대략적인 솔루션을 생성하는 알고리즘 유형을 설명하는 데 사용되는 포괄적인 용어이다. 일반적으로 기존의 하드 컴퓨팅 알고리즘은 문제에 대한 솔루션을 생성하기 위해 구체적인 데이터와 수학적 모델에 크게 의존한다. 소프트 컴퓨팅은 20세기 후반에 만들어졌다. 이 기간 동안 세 가지 분야의 혁신적인 연구가 소프트 컴퓨팅에 큰 영향을 미쳤다. 퍼지 논리는 이진법의 엄격한 0과 1 대신 진실 수준을 사용하여 데이터의 불확실성을 해소하는 계산 패러다임이다. 다음으로 인간의 뇌 기능에 영향을 받는 계산 모델인 신경망이다. 마지막으로 진화계산은 진화나 자연선택과 같은 자연 과정을 모방하는 알고리즘 그룹을 설명하는 용어이다.
인공지능과 기계 학습의 맥락에서 소프트 컴퓨팅은 실제 불확실성을 처리하는 도구를 제공한다. 그 방법은 더 나은 솔루션을 위해 기존 방법을 보완한다. 오늘날에는 인공지능과의 결합으로 다양한 연산 알고리즘을 통합한 하이브리드 지능 시스템이 탄생했다. 인공 지능의 응용 분야를 확장하면 소프트 컴퓨팅이 강력한 솔루션으로 이어진다. 핵심 내용으로는 모호성 해결, 유연한 학습, 복잡한 데이터 파악, 실제 적용, 윤리적 인공 지능 등이 있다.